# Le Baiser (Brâncuși)
Pour les articles homonymes, voir Le Baiser.
Le Baiser est une série de quarante sculptures du sculpteur roumain, naturalisé français, Constantin Brâncuși, créées à partir de 1905. 
Une de ces sculptures, la plus monumentale, est située au cimetière du Montparnasse dans le 14e arrondissement de Paris.

« J’ai voulu évoquer non seulement le souvenir de ce couple unique mais celui de tous les couples du monde qui ont connu l’amour avant de quitter la vie »

— Constantin Brâncuși

## Description
Version du cimetière Montparnasse
Le Baiser de Brâncuși est une sculpture en pierre. Monolithe vertical, elle représente deux amants accroupis et tellement enlacés qu'ils laissent penser ne former qu'un seul être. Inscrite dans cette forme géométrique, la représentation des deux amants étroitement enlacés est symétrique de part et d'autre d'une ligne verticale passant entre les deux têtes, les deux bustes et les jambes. Seuls les cheveux et le bombé d’un sein qui rompt la linéarité de cette séparation, permettent de distinguer l’homme de la femme.

## Historique
Constantin Brâncuși crée la première version du Baiser en 1905, à partir de la pierre. Il crée par la suite plusieurs versions de l'œuvre, en épurant à chaque fois davantage les formes. Il effectue également des copies en plâtre, de façon à répondre à des commandes.
L’œuvre originale de la série, (celle qui servit de modèle pour les suivantes) est dénommée « La sculpture de Craiova ».[Où ?]

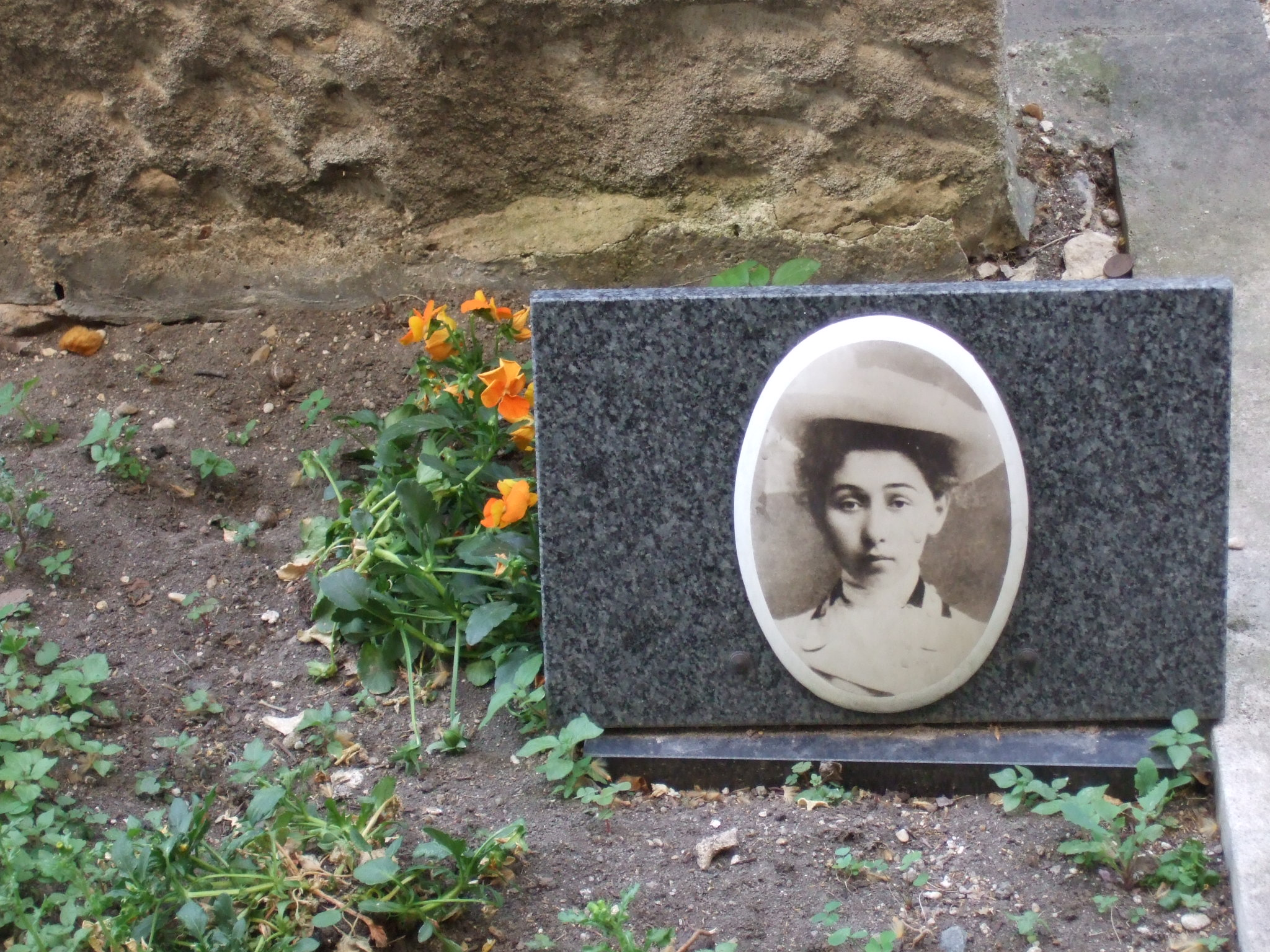
Photo de Tatiana Rachewskaïa sur sa tombe.

La deuxième version en pied est installée à Paris, comme monument funéraire dans le cimetière du Montparnasse. Il s'agit de la stèle et du socle de la tombe d'une jeune étudiante originaire de Kiev, Tatiana Rachewskaïa qui se suicida en 1910. L'amant roumain de la suicidée recommande à la famille de Rachewskaïa une de ses connaissances et compatriotes pour sculpter une stèle funéraire. Il s'agit de Constantin Brâncuși qui était à l'époque inconnu mais disciple de Rodin. 
L'artiste proposa puis installa cette sculpture qu'il avait réalisée peu de temps avant la commande. Parmi toute la série du Baiser, c'est la seule version réalisée qui fut sculptée en taille directe, la seule qui représente ainsi le couple dans son entier (montrant les amants de la tête aux pieds). Avec sa hauteur de 90 cm, c'est aussi la plus grande sculpture de la série. Pour cette œuvre, Brâncuși est rétribué d'un billet de 500 Francs de l'époque. La sculpture tombe dans l'oubli, servant de repaire secret pour des amoureux et des amants de passage.
La statue est désormais recouverte par un caisson de bois, reliée à une alarme et surveillée par trois caméras, interdisant à tout visiteur de toucher le monument funéraire.

## Quinze ans de controverse juridique
En 2005, un marbre de Brâncuși a atteint lors d'une vente aux enchères le record mondial de 27 millions de dollars pour une sculpture. La cote de l'artiste atteint alors des sommets et très prisées sur le marché de l’art.
Un marchand d'art parisien connaissant la cote élevée de Brâncuși et son œuvre majeure située dans le cimetière du Montparnasse, réussit à retrouver et à contacter les six lointains héritiers ukrainiens, de Tatiana Rachewskaïa, celle qui repose dans la tombe ornée du Baiser. Ces descendants ignoraient être les héritiers de la concession perpétuelle de la tombe et donc qu'ils sont également les propriétaires de la sculpture qui l'orne. Informés sur la valeur colossale de l’œuvre d'art — les estimations les plus basses mettent l’œuvre à 50 millions de dollars —, ils font alors valoir leurs droits de propriété pour demander au ministère de la Culture un certificat de sortie du territoire pour pouvoir ensuite la vendre à l'étranger. Le ministère refuse de donner son agrément, s'ensuivent alors 15 ans de controverse juridique opposant les héritiers de Rachewskaïa et les institutions françaises.
Pour empêcher toute sortie du territoire national, le ministère de la Culture classe la sculpture convoitée trésor national. Elle est inscrite par le préfet de Paris au titre des Monuments Historiques, la rendant ainsi inamovible. Ce dernier considère que la tombe et la statue sont indissociables, elles forment un « immeuble », avec pour preuve que la stèle sur laquelle repose Le Baiser est signée par Brâncuși et porte l’épitaphe « à la chère aimable chérie ».
Mécontent de cette décision, le marchand d'art et la famille des héritiers saisissent le tribunal, et installent une caisse en bois qui recouvre et cache la sculpture, prétendument pour la protéger de diverses dégradations notamment environnementales (pollution, par exemple) et du vol. Elle est scrutée en permanence par un système de vidéosurveillance composé de trois caméras.

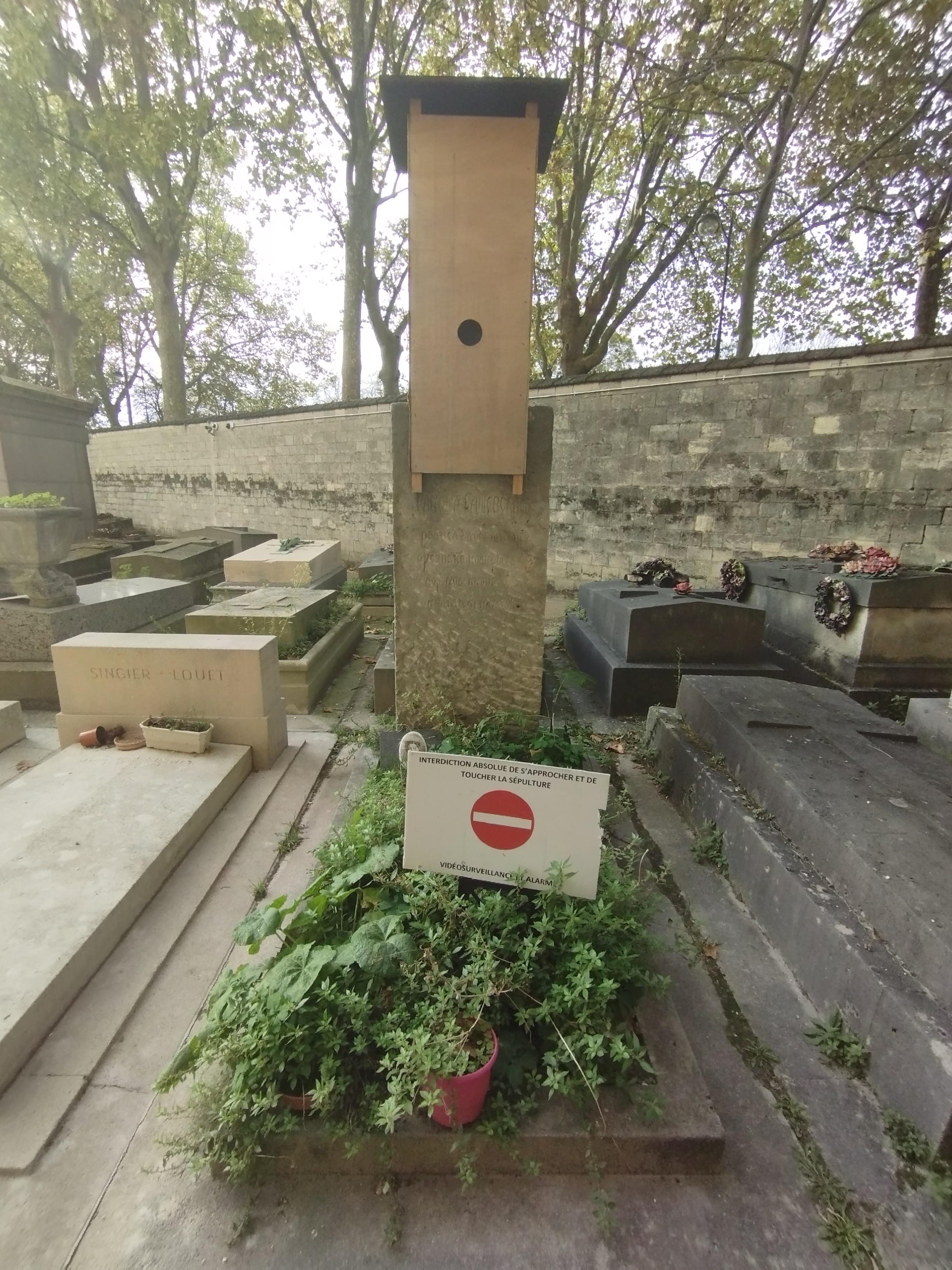
La tombe de Rachewskaïa, en octobre 2022.

En 2010, c'est toute la tombe de Tatiana Rachewskaïa, la sculpture comprise qui est classée monument historique en tant « immeuble par nature », interdisant ainsi le descellement éventuel de la sculpture.
Fin 2020, la cour d'appel du tribunal administratif donne raison aux héritiers arguant que l’œuvre Le Baiser a été créée antérieurement à la tombe funéraire, qu'elle en est dissociable et qu'elle peut donc être déposée de son socle et déplacée.
Cependant, l'arrêt est cassé en juillet 2021 par le Conseil d’État, qui avait été saisi par le ministère de la Culture. Il relève que « la statue a été acquise spécifiquement pour la tombe de la jeune femme, qu’elle est fixée sur une stèle conçue exprès pour l’accueillir, réalisée dans la même pierre que la sculpture et implantée sur la tombe, et que Le Baiser et sa stèle font ainsi partie, avec la tombe, d’un ensemble indivisible qui constitue un monument funéraire ». Par cette décision, il confirme que cet ensemble est un « immeuble par nature » au sens de la loi, et confirme la légalité de l’inscription au titre des monuments historiques du monument funéraire de Tatiana Rachewskaia – composé de façon insécable de la sculpture Le Baiser, de la stèle et de la tombe. Cet arrêt clôt définitivement la controverse juridique et interdit le déplacement de l’œuvre d'art.

## Situation et accès
Cette sculpture et la tombe se trouvent dans la section 22 de la division 22, à l'extrémité de l'angle nord de la partie du cimetière du Montparnasse formé par la rue Émile-Richard, le boulevard Edgar Quinet et le boulevard Raspail (à la hauteur des 234 et 236 de ce boulevard selon les références toponymiques fournies par le site géoportail de l'IGN) et non dans la partie principale du cimetière, situé de l'autre côté de la rue Émile Richard. La station du métro parisien la plus proche est Raspail.

## Autres versions ou variantes
- Le Baiser (1907), pierre calcaire de Marne, musée d'art de Craiova.
- Le Baiser (1923-1925), pierre (calcaire brun), legs Brâncuși (1957), Paris, Centre Pompidou[12].
- Le Baiser (1930), legs Louise et Walter Arenberg, musée d'Art de Philadelphie.